# Hästholmen-Ytteröns naturreservat
Hästholmen-Ytteröns naturreservat är ett naturreservat i Karlskrona kommun i Blekinge län.
Reservatet är skyddat sedan 1975 och omfattar 1 154 hektar, varav 377 är landareal. Det är beläget i Karlskrona skärgårds sydöstra del och består mest av flacka hällmarker med enbuskrika gräshedar samt rester av ett småskaligt jordbruk. Naturreservatet består av delar av de nu sammanvuxna öarna Östra Hästholmen och Ytterön samt av Öppenskär. Även ett antal mindre öar ingår.

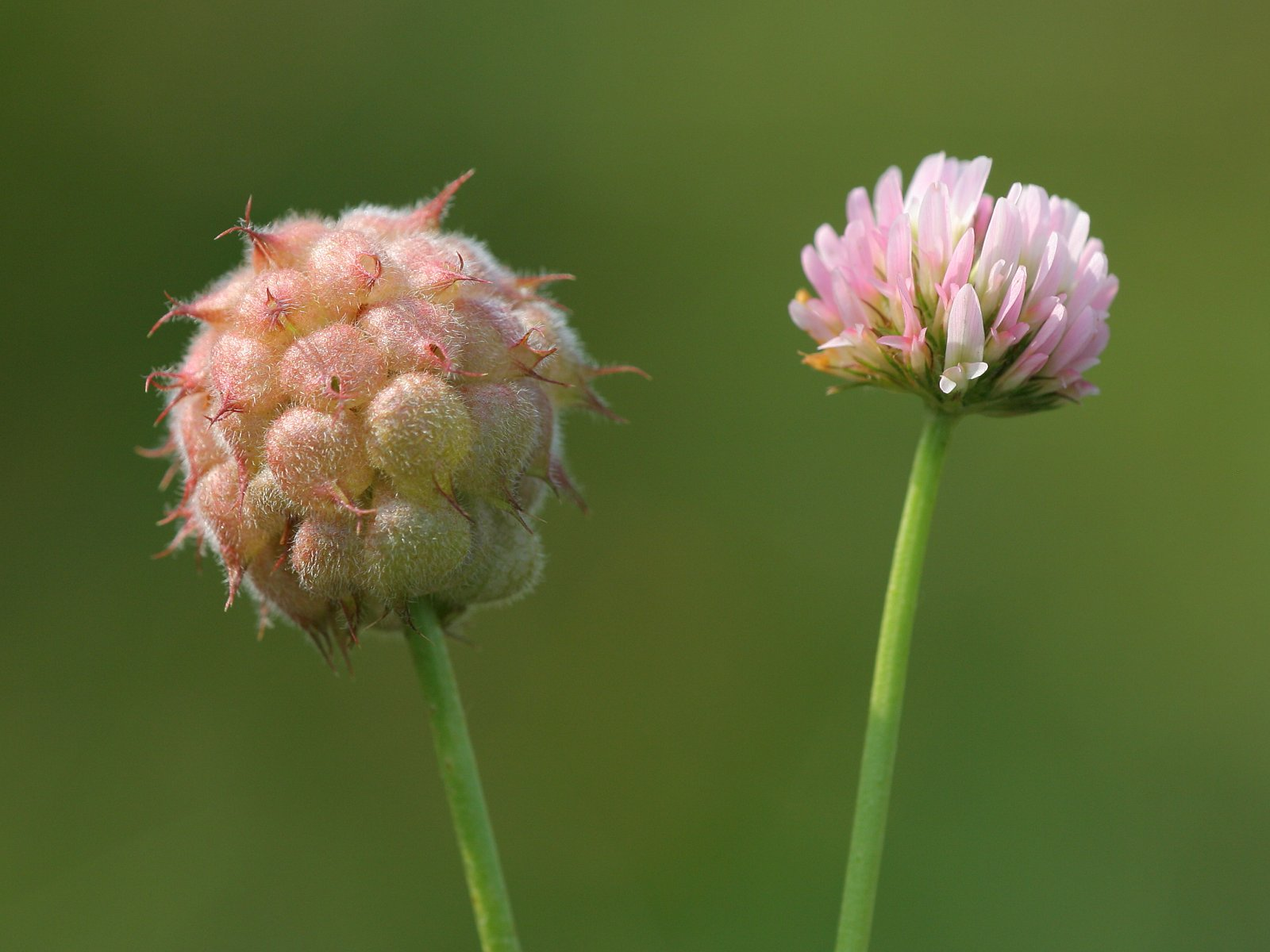
Smultronklöver

Långsmala sprickdalar skär genom landskapet och där har människan sedan lång tid funnit möjlighet till odling. Den tidigare uppodlade marken omges av höga stenmurar. Området hålls nu öppna genom fortsatt bete och slåtter vilket gynnar floran och där kan man finna växter som ormtunga och smultronklöver. Strandängar breder ut sig norr om byn Hästholmen. Där växer typisk salttålig flora med arter som salttåg, saltgräs, strandkrypa, trift och havssälting.
På ön Öppenskär finns barrskog och en mosse men i övrigt domineras öarna av enbuskhedar.
De grunda havsvikarna skapar goda förutsättningar för ett rikt fågelliv. På sommaren häckar trutar, måsar och tärnor i området. Flera av småöarna innefattas i ett fågelskyddsområde.
Från fastlandet går en linfärja till Ytterön året runt. Under sommaren går det även en båtlinje från Karlskrona.
Naturreservatet ingår i EU:s ekologiska nätverk, Natura 2000.